# Louvai nos per Deos
"Louvai nos per Deos" é uma cantiga ou hino religioso do Natal originário da cidade de Gale no atual Seri Lanca e escrito em indo-português. É também conhecido pelo nome em língua inglesa The Galle Portuguese Carol (A Canção de Natal Portuguesa de Gale) ou ainda, "Aleluia per Nosso Senhor".

## História
A origem de "Louvai nos per Deos" é pouco clara, mas é certo que foi escrito e composto após a implementação do domínio português da região, possivelmente ainda no século XVI. Sobreviveu à conquista da cidade em favor dos holandeses em 1640 e à conversão ao Protestantismo, sendo transmitido de geração em geração pela comunidade de Burghers portugueses. Chegou até a fazer parte do conjunto de música litúrgica do Advento (Carol Service) da Igreja Reformada Holandesa de Gale [en]. Contudo, deixou de ser interpretado após a Segunda Grande Guerra.
Em 1992 a letra e música do hino foram publicadas no Journal of the Dutch Burgher Union of Ceylon num artigo de Percy Colin-Thomé. Este autor terá dado a conhecer a composição a Earle de Fonseka que a harmonizou, fazendo de "Louvai nos per Deos" parte do repertório de alguns coros cingaleses.

## Letra
A letra deste hino foi escrita usando o crioulo do Seri Lanca. As coplas são quadras em redondilha menor e com rima cruzada. Estas quadras fazem referência a variados episódios ligados ao nascimento de Jesus, nomeadamente a profecia de Isaías (Isaías 7:14), a Natividade (Lucas 2:6-7), a anunciação aos pastores (Lucas 2:8-12) e a viagem dos Magos (Mateus 2:2).

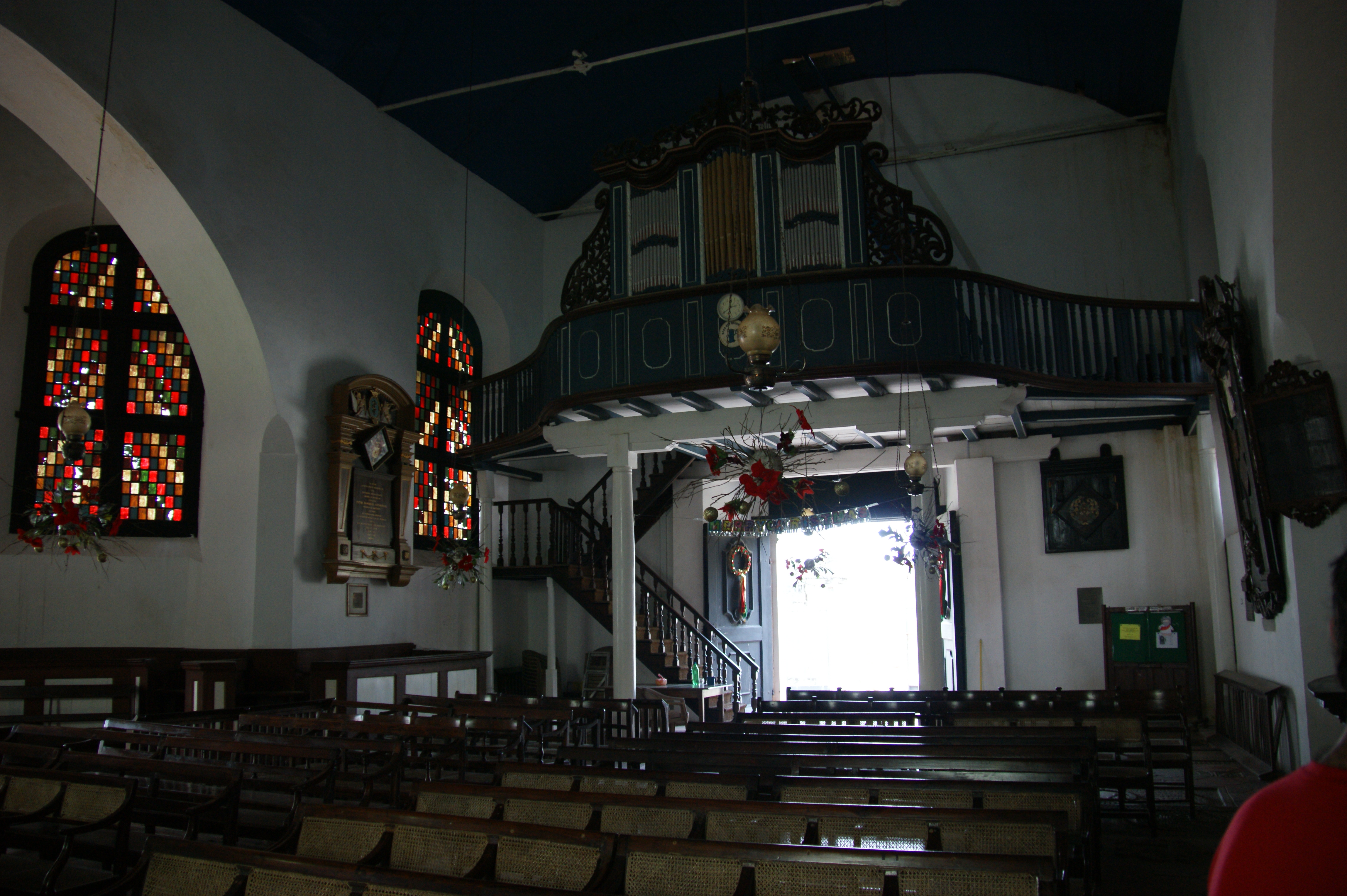
Vista para o coro alto da Igreja Reformada Holandesa de Gale

| Texto original                                                               | Tradução                                                                       |
| Estribilho:                                                                  | Estribilho:                                                                    |
| ---------------------------------------------------------------------------- | ------------------------------------------------------------------------------ |
| Aleluia Per Nosso Senhor Jesus tem nacido Grande Redentor.                   | Aleluia A Nosso Senhor Jesus é nascido Grande Redentor.                        |
| Coplas:                                                                      | Coplas:                                                                        |
| Louvai nos per Deus Este grande dia, Ja nace Senhor Per Virgem Maria.        | Louvemos a Deus Neste grande dia, Nasceu o Senhor Da Virgem Maria.             |
| Profeta Isaias Assi profetando: “Ja nace Senhor” Per nos declarando.         | Profeta Isaías Assim profetando: “Nasceu o Senhor!” A nós declarando.          |
| Um anjo chegava Per eles falando: “Eu ja trize um novos, Per tem alegrando”. | Um anjo chegava A eles falando: “Eu trouxe-vos novas, Vêm-vos alegrando.”      |
| Ja parece um estrela Banda de Oriente, Sinal de nacia De Jesus ‘nocente.     | Apareceu uma estrela Da banda de Oriente, Sinal da nascença De Jesus inocente. |
| Ja nace Senhor Ne aquel compal, Deus da um benção Per este Natal.            | Nasceu o Senhor Naquele campal, Deus nos dê a bênção Por este Natal.           |